# Бехтерєво (Псковська область)
Бехтерєво (рос. Бехтерево) — присілок в Палкінському районі Псковської області Російської Федерації.
Населення становить 11 осіб. Входить до складу муніципального утворення Палкінська волость.

## Історія
Від 2015 року входить до складу муніципального утворення Палкінська волость.

## Населення
| 2001 | 2002 | 2010 | 2012 | 2016 |
| ---- | ---- | ---- | ---- | ---- |
| 5    | ↗11  | ↘7   | →7   | ↗11  |